# André Kilian
André Kilian (* 18. Mai 1987 in Herne) ist ein ehemaliger deutscher Fußballspieler und heutiger Trainer.

## Karriere als Spieler
Kilian kam über die Stationen SC Pantringshof, Westfalia Herne und Blau-Gelb Schwerin (Castrop-Rauxel) 2002 gemeinsam mit seinem Zwillingsbruder Tim in die Jugendabteilung des FC Schalke 04. 2005 gewann er mit dem Revierklub um die Akteure Manuel Neuer und Alexander Baumjohann den DFB-Junioren-Vereinspokal, 2006 folgte an der Seite von Spielern wie Mesut Özil, Sebastian Boenisch und Benedikt Höwedes der Gewinn der A-Junioren-Meisterschaft. Anschließend rückte Kilian in die Zweitmannschaft von Schalke und stieg mit der Mannschaft 2008 im Zuge der Umstrukturierung des Ligensystems als Vizemeister aus der Oberliga Westfalen in die Regionalliga West auf. Auch in der Regionalliga kam der „technisch beschlagene Linksfuß“ als linker Außenverteidiger oder im defensiven Mittelfeld regelmäßig zum Einsatz. Bereits zu Beginn der Saison 2009/10 vom Trainer als „Wackelkandidat“ bezeichnet, verlor er – auch gehandicapt durch eine Verletzung – nach der Winterpause seinen Platz im Team an den neu verpflichteten Robert Stark.
Zwei Jahre nachdem sein Bruder zu Westfalia Herne zurückkehrte, verließ auch André Kilian mit Ablauf seines Vertrags im Sommer 2010 Schalke. Er entschied sich zu einem Wechsel in die australische A-League zu North Queensland Fury, wo nach finanziellen Problemen eine neue Mannschaft zusammengestellt werden musste. Hauptverantwortlich für den Transfer war deren neuer sportlicher Leiter Robbie Middleby, der aus seiner Zeit beim KFC Uerdingen 05 noch über Kontakte ins Ruhrgebiet verfügte. Nachdem er den Saisonauftakt verletzungsbedingt verpasst hatte, debütierte er am 8. Spieltag in der australischen Profiliga und gehörte in der Folge zur Stammmannschaft. Die Mannschaft belegte am Ende der Saison den letzten Platz, die Leistungen waren dabei ab Dezember abgefallen, nachdem ernsthafte Zweifel am Fortbestand des Klubs über das Saisonende hinaus aufkamen. Am 1. März 2011 entzog schließlich der australische Verband North Queensland Fury die Lizenz und Kilians Vertrag wurde gegenstandslos.
Kilian kehrte nach dieser Spielzeit nach Deutschland zurück und absolvierte im Frühjahr 2011 in Aachen-Eilendorf an der Dooley Soccer University Individualtraining bei DFB-Fußball-Lehrer Christian Titz. Als Titz im Sommer 2011 Trainer des Südwest-Oberligisten FC 08 Homburg wurde, folgte Kilian diesem nach. Beim FC Homburg etablierte sich Kilian auf der Sechserposition und erzielte in seiner ersten Saison sechs Treffer in 27 Ligaspielen. Am Saisonende stieg Homburg als überlegener Meister der Oberliga Südwest in die Regionalliga Südwest auf; Kilian hatte sich bereits zuvor vertraglich bis 2014 an den Saarklub gebunden.

## Karriere als Trainer
Nachdem Kilian sechs Jahre lang für den FC Homburg gespielt hatte, wurde er im Sommer 2017 zum Co-Trainer der ersten Mannschaft befördert. Kilian erhielt bei den Homburgern als Co-Trainer einen bis zum Sommer 2019 datierten Vertrag.
Zur Saison 2018/19 wurde Kilian Co-Trainer von Christian Titz beim Bundesliga-Absteiger Hamburger SV. Im Februar 2019 wurde Kilians Vertrag bei den Hanseaten, analog zu dem des seit Oktober 2018 neuen Cheftrainers Hannes Wolf, bis Juni 2020 verlängert. Nach dem verpassten Aufstieg wurde in der Sommerpause Dieter Hecking als neuer Cheftrainer verpflichtet.
Zur Saison 2019/20 wechselte Kilian als Co-Trainer zum Regionalligisten Rot-Weiss Essen, nachdem Christian Titz als neuer Cheftrainer verpflichtet worden war. Nach dem Verpassen des anvisierten Aufstiegs trennte sich der Verein am Saisonende von Titz und wenig später auch von Kilian.
Seit Februar 2021 ist er wiederum unter Titz Co-Trainer beim Zweitligisten 1. FC Magdeburg. Nachdem Titz kurz nach dem Ende der Saison 2024/25, in der der 1. FC Magdeburg die Saison auf dem fünften Platz beendete, beim Präsidium seinen Wechselwunsch hinterlegte, wechselte Kilian zusammen mit Titz zur Saison 25/26 zu Hannover 96 und übernimmt dort auch wieder den Posten des Co-Trainers.